# Fresh Blood (Supernatural)
"Fresh Blood" (Sangre Fresca en España) es el séptimo episodio de la tercera temporada del drama paranormal Sobrenatural‍ . El episodio está escrito por Sera Gamble y dirigido por Kim Manners; Su primera emisión fue el 15 de  noviembre de 2007. El episodio sigue a los protagonistas de la serie Sam (Jared Padalecki) y Dean Winchester (Jensen Ackles) cuando tienen su confrontación final con el cazador Gordon Walker (Sterling K. Brown), quien ha sido convertido en un vampiro.
El episodio también cuenta con la muerte del antagonista  recurrente Gordon Walker. Brown, quien estuvo forzado a dejar la serie debido a compromisos con la serie de Lifetime Army Wives, se horrorizó en las acciones de Gordon en el episodio. Mercedes McNab de Buffy the Vampire Slayer y Ángel hizo un cameo, ya que también estaba ocupada grabando un episodio de la serie televisiva Reaper durante la producción del episodio.
El episodio recibió índices de audiencia similares a los del resto de la temporada y tuvo generalmente revisiones positivas de los críticos. El rendimiento de Brown fue alabado, así como el giro en la historia de su personaje. También fue aplaudida la confrontación de Sam con Dean acerca de su reciente comportamiento temerario y la reconciliación al final del episodio. Mientras los críticos disfrutaron de la aparición de McNab y desearon que hubiera sido más largo, muchos encontraron la presencia del personaje de Bela Talbot (Lauren Cohan) en el episodio inútil.

## Argumento
El cazador Gordon Walker (Brown), quien cree que Sam Winchester (Padalecki) un día se volverá malo y estará envuelto en una guerra demoníaca en contra de la humanidad, escapa de prisión. Gordon sigue a Bela Talbot (Cohan)—una ladrona y frecuente molestia para los Winchester—y amenaza con matarle a no ser que revela la ubicación de los hermanos. Ella lo Rechaza al principio, pero finalmente accede en intercambio de una inapreciable bolsa de mojo. Entretanto, Sam y Dean (Ackles) capturan al vampiro Lucy (McNab), quien anteriormente ha tomado dos víctimas. Le interrogan, y descubren que otro vampiro llamado Dixon alteró su bebida con su propia sangre en un club, transformándole. Lucy, todavía creyendo que sólo ha sido drogada, es asesinada por Dean, ya que no hay no cura sabida para el vampirismo.

## Producción

### Estrellas invitadas

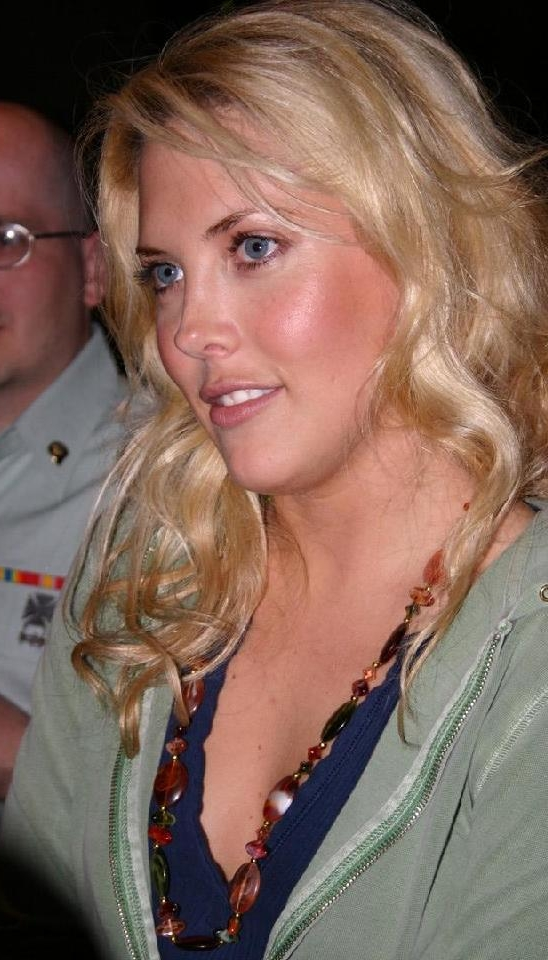
Mercedes McNab era al principio reticente de interpretar el papel, declarando, "¿Realmente cuántas veces puedes interpretar a un vampiro? Es bastante tonto!"

"Sangre Fresca" tuvo como invitados especiales a  Sterling K. Brown como el cazavampiros Gordon Walker. La historia del personaje en la temporada estuvo pretendida para ser más larga, pero los compromisos de Brown con la serie de Lifetime Army Wives limitaron su regreso dos único capítulos. El episodio era "realmente duro" para el actor; aunque estuviera satisfecho con la muerte del personaje, la idea de Gordon de transformar a una inocente chica e vampiro era horrorosa para él. A pesar de que las acciones de Gordon en los episodios anteriores eran cuestionables, Brown  siempre creyó que su personaje sería finalmente bueno. 
Mercedes McNab, mejor conocida por intrpretar a la vampiresa Harmony Kendall en la serie televisiva Buffy the Vampire Slayer y Ángel, interpretó a la vampiresa recientemente convertida Lucy. A pesar de que estaba indecisa de interpretar a otro vampiro, McNab acepto al darse cuenta de que el personaje era menos de un vampiro y más de una "chica que despertó y estaba básicamente drogada o estaba cambiando y no supo exactamente que estaba pasando". La actriz también notó que Harmony era generalmente utilizada de un modo más cómico, mientras que Lucy estuvo pretendida para ser "seria y más dramática". Su experiencia anterior con el director Kim Manners en la serie televisiva The Adventures of Brisco County, Jr. también influyó en su decisión. Ya que muchos de sus personajes tienden a morir, McNab estaba encantada por la muerte fuera de pantalla de Lucy. La actriz también estaba trabajabando en un episodio de Reaper durante la filmación de "Sangre Fresca".
Michael Massee regresó como el cazador Kubrick, quién se cree un emisario de Dios para matar Sam Winchester.

### Filmación
La fotografía principal tuvo lugar en Vancouver, Columbia Británica. La secuencia de apertura estuvo filmada en exteriores por la noche, aunque el interrogatorio y la ejecución de Lucy ocurrieron en un motel construido en un estudio. Atípico a la serie, la habitación de motel no tuvo un tema notable. El diseñador de producción John Marcynuk comentó, "Aquella habitación de motel era esencialmente un piso de asesinato para los chicos...y era agradable una escena de interrogatorio fría, así que intentamos mantenerla no tan amistosa. Cuándo andas a través de ella, sin duda tienes la sensación de que es un lugar donde se ha cometido un crimen. No habría sido el primer asesinato que se hubiera cometido en esa habitación, tampoco. Es el tipo de lugar donde ocurren cosas malas." Marcynuk Tomó una aproximación diferente para la escena de muerte de Gordon, utilizando tonos verdes y una paleta de color fresca para crear un contraste visual más grande con la sangre.